# Мирошкин, Александр Акимович
Александр Акимович Мирошкин (1894, Сулин, область Войска Донского — январь 1977, Киев) — советский партийный деятель, 1-й секретарь Кировоградского обкома КП(б)У.

## Биография
Родился в 1894 году в посёлке Сулин (ныне город Красный Сулин) в семье рабочего-каменщика.
В марте 1908 — августе 1909 года — казаночист Жиловского рудника Васильевской волости Славяносербского уезда Екатеринославской губернии. В августе 1909 — марте 1918 года — подручный слесаря, кочегар, помощник машиниста, электромонтёр Павловского рудника Лозово-Павловской волости Славяносербского уезда Екатеринославской губернии.
Член РСДРП(б) с декабря 1917 года.
В марте 1918 — феврале 1919 года — красноармеец донбасского отряда Саблина и Руднева. В феврале — августе 1919 года — красноармеец бронепоезда № 42 имени Дебенко. В августе 1919 — декабре 1921 года — красноармеец, помощник военного комиссара бронепоезда № 25 «Гром» на Южном фронте.
В декабре 1921 — июне 1922 года — электромонтёр Павловского рудника Лозово-Павловской волости Луганского уезда. В июне 1922 — августе 1924 года — уполномоченный рудкома союза металлистов горняков, уполномоченный страховочной кассы Криворожского рудника.
В августе 1924 — мае 1927 года — студент Коммунистического университета в Ленинграде.
В мае — октябре 1927 года — секретарь партийного коллектива КП(б)У Шварцевского рудника Пятихатского района Криворожского округа. В октябре 1927 — мае 1928 года — секретарь партийного коллектива КП(б)У железнодорожной станции Долгинцево Криворожского округа. В мае 1928 — январе 1929 года — секретарь партийного коллектива КП(б)У в рудоуправлении имени Ф. Э. Дзержинского Криворожского округа. В октябре 1928 года доставил знамя Кривого Рога в Харьков. В январе 1929 — январе 1930 года — секретарь Дзержинского районного комитета КП(б)У города Кривой Рог.
В январе — июле 1930 года — председатель Могилёв-Подольской окружной Контрольной комиссии КП(б)У — РСИ УССР.
В июле 1930 — феврале 1933 года — директор Криворожской районной электростанции имени Ильича Криворожского района.
В феврале 1933 — феврале 1938 года — начальник Политического отдела зерносовхоза имени Розы Люксембург Каховского района Одесской области. В феврале — мае 1938 года — начальник Политического отдела совхоза имени Шевченко Николаевской области.
В мае 1938 — январе 1939 года — 3-й секретарь Николаевского областного комитета КП(б)У.
В январе — марте 1939 года — 1-й секретарь Организационного бюро ЦК КП(б)У по Кировоградской области. В марте 1939 — январе 1940 года — 1-й секретарь Кировоградского областного комитета КП(б)У.
В январе 1940 — феврале 1941 года — заместитель народного комиссара совхозов Украинской ССР.
В феврале — июне 1941 года — заместитель начальника Киевского городского управления местной промышленности.
С июня 1941 года — в Красной армии, участник Великой Отечественной войны. В июне 1941 — феврале 1942 года — секретарь партийного бюро, старший политический руководитель 9-го запасного дорожно-строительного полка Южного фронта. В феврале — сентябре 1942 года — комиссар 145-го отдельного мостостроительного батальона Южного фронта. В сентябре 1942 — марте 1944 года — на лечении в эвакуационном госпитале города Саратова.
В марте 1944 — феврале 1945 года — директор Киевского художественного комбината изобразительного искусства. В феврале 1945 — январе 1955 года — директор Киевского салона Украинской выставки художественного фонда.
С января 1955 года — на пенсии в городе Киеве, где и умер в январе 1977 года.

## Награды
- орден Ленина (7 февраля 1939);
- ордена и медали.